# PFC Chernomorets Burgas
El PFC Chernomorets Burgas Sofia es un club de fútbol búlgaro, de la ciudad de Sofia. Fue refundado en 2001.

## Jugadores
- Datos: Q2093325